# Вімблдонський турнір 1882
Вімблдонський турнір 1882 — 6-й розіграш Вімблдону. Турнір тривав з 8 до 17 липня. З цього року сітка отримала розміри, які збереглися і понині - 1,07 м. по краях та 0,91 м. в центрі.
Ернест Реншоу переміг Р.Т. Річардсона у фіналі всіх охочих, але поступився у Челендж-раунді своєму близнюку Вільям.  Цей матч подивилися 2000 глядачів.

## Фінал
Вільям Реншоу переміг  Ернеста Реншоу, 6–1, 2–6, 4–6, 6–2, 6–2.

## Фінал усіх охочих
Ернест Реншоу переміг  Р.Т, Річардсона, 7–5, 6–3, 2–6, 6–3.